# 楊瑞鳳
楊瑞鳳（？—17世紀），字和仲，福建興化府仙游縣人，明朝、南明軍事人物。

## 生平
楊瑞鳳是崇禎十五年（1642年）壬午科武舉人，十六年（1643年）癸未科（一說是崇禎十七年（1644年）甲申科）武進士，弘光年間署仙游縣練總，陞遊擊，隆武年間以懷遠將軍署新興營事。福京失陷後，他在暘谷山隱居，寫下《蜂氏譜》寄寓明朝，郭爾隆起兵，他帶領壯丁出戰十一次才解圍，其後不再出仕。

## 引用
1. 1 2  錢海岳《南明史·卷四十九·列傳第二十五》：楊瑞鳳，字和仲，仙遊人。崇禎十六年武進士。弘光時，署本邑練總，陞遊擊，以懷遠將軍署新興營事。
2. ↑  乾隆《仙遊縣志·卷三十中·選舉二》：武舉……楊瑞鳳 字和仲，甲申進士 王元靈 字宏鍾，俱崇禎十五年壬午
3. ↑  《重纂福建通志·卷二百十六·人物 明忠節傳》：楊瑞鳳，字和仲，崇禎甲申武進士。福王立，南京巡撫檄瑞鳳署本邑團練使，遷遊擊。唐王時，署新興營事。
4. ↑  錢海岳《南明史·卷四十九·列傳第二十五》：福京亡，居暘谷山，作《蜂氏譜》，寓故國之志。郭爾隆掠境，親冒矢石，凡十一戰始解，鄉里得全，竟不出仕。
5. ↑  《重纂福建通志·卷二百十六·人物 明忠節傳》：山寇起，瑞鳳率丁壯與戰，凡十一戰始解。既隱居暘谷山，嘗作《蜂氏譜》，以寓故國之思。